# أتربات (آيت ابراهيم)
أتربات هو دُوَّار يقع بجماعة أوتربات، إقليم ميدلت، جهة درعة تافيلالت في المملكة المغربية. ينتمي الدوّار لمشيخة آيت إبراهيم التي تضم 7 دواوير. يقدر عدد سكانه بـ 1024 نسمة حسب الإحصاء الرسمي للسكان والسكنى لسنة 2004.

## وصلات خارجية
- البوابة الوطنية للجماعات الترابية
- المندوبية السامية للتخطيط